# Campeonato Sul-Americano de Atletismo Júnior de 1960
O Campeonato Sul-Americano de Atletismo Júnior de 1960 foi a 2ª edição da competição de atletismo organizada pela CONSUDATLE para atletas com menos de vinte anos, classificados como júnior ou sub-20. O evento foi realizado em Santiago no Chile, entre 30 de abril e 1 de maio de 1960. O campeonato contou com cerca de 74 participantes de três nacionalidades, com destaque para a Argentina com 18 medalhas no total sendo 10 de ouro.

## Medalhistas
Esses foram os resultados do campeonato.
| Evento                 | Ouro                     | Ouro   | Prata                     | Prata  | Bronze                    | Bronze |
| ---------------------- | ------------------------ | ------ | ------------------------- | ------ | ------------------------- | ------ |
| 100 metros             | Juan Stocker (ARG)       | 11.0   | Iván Moreno (CHI)         | 11.2   | Gerardo Di Tolla (PER)    | 11.2   |
| 200 metros             | Juan Stocker (ARG)       | 21.9   | Iván Moreno (CHI)         | 22.6   | Gerardo Di Tolla (PER)    | 22.7   |
| 400 metros             | Juan Carlos Dyrzka (ARG) | 49.3   | Mario Gastelú (PER)       | 50.0   | Hugo Starosta (ARG)       | 50.5   |
| 800 metros             | Eduardo Scamarone (PER)  | 2:00.6 | Jaime Vega (CHI)          | 2:01.2 | Magno Rojas (PER)         | 2:01.4 |
| 1 500 metros           | Daniel Cortez (CHI)      | 4:13.1 | Johan Keller (CHI)        | 4:14.2 | Oscar Gorrachategui (ARG) | 4:15.6 |
| 3 000 metros           | Daniel Cortez (CHI)      | 9:21.8 | Oscar Gorrachategui (ARG) | 9:22.0 | Jorge Cotril (CHI)        | 9:22.5 |
| 110 metros barreiras   | Juan Carlos Dyrzka (ARG) | 15.3   | José Cavero (PER)         | 15.7   | Raúl Tapia (CHI)          | 16.3   |
| 400 metros barreiras   | Juan Carlos Dyrzka (ARG) | 54.6   | José Cavero (PER)         | 55.3   | Mario Gastelú (PER)       | 55.4   |
| 4×100 metros estafetas | Argentina                | 42.3   | Chile                     | 42.5   | Peru                      | 43.2   |
| 4×400 metros estafetas | Argentina                | 3:21.5 | Peru                      | 3:24.3 | Chile                     | 3:28.6 |
| Salto em altura        | Ricardo Marrachi (CHI)   | 1.75   | Augusto Castro (CHI)      | 1.75   | Julio Verno (ARG)         | 1.75   |
| Salto com vara         | Luis Meza (CHI)          | 3.90   | Ramón Oliva (CHI)         | 3.60   | Gabriel Barceló (CHI)     | 3.50   |
| Salto em comprimento   | Sergio Corvacho (CHI)    | 6.60   | Julián Méndez (ARG)       | 6.49   | Víctor Rojas (ARG)        | 6.37   |
| Salto triplo           | Iván Moreno (CHI)        | 14.30  | Alfredo Salazar (PER)     | 14.22  | Sergio Corvacho (CHI)     | 13.60  |
| Arremesso de peso      | Horacio Beluardo (ARG)   | 14.75  | Luis Bustamente (CHI)     | 13.96  | Patricio Deen (CHI)       | 13.30  |
| Lançamento de disco    | Horacio Beluardo (ARG)   | 52.06  | Manuel Consiglieri (PER)  | 44.17  | Juan Chivilikean (ARG)    | 43.58  |
| Lançamento do martelo  | Pablo Silva (CHI)        | 47.70  | Héctor Núñez (CHI)        | 47.35  | Adalberto Rossi (ARG)     | 43.30  |
| Lançamento do dardo    | Ian Barney (ARG)         | 54.73  | Werne Wich (CHI)          | 54.42  | Daniel Soto (CHI)         | 48.94  |

## Quadro de medalhas
| Ordem | País      | Medalha de ouro | Medalha de prata | Medalha de bronze | Total |
| ----- | --------- | --------------- | ---------------- | ----------------- | ----- |
| 1     | Argentina | 10              | 2                | 6                 | 18    |
| 2     | Chile     | 7               | 10               | 7                 | 24    |
| 3     | Peru      | 1               | 6                | 5                 | 12    |